# Власенко, Василий Иванович (легкоатлет)
Васи́лий Ива́нович Вла́сенко (10 января 1928, Козиевка, Харьковский округ — 5 августа 2020, Волгоград) — советский легкоатлет, специалист по стипльчезу. Выступал за сборную СССР по лёгкой атлетике в 1950-х годах, чемпион V Всемирного фестиваля молодёжи и студентов в Варшаве, призёр первенств всесоюзного и республиканского значения, бывший рекордсмен мира в беге на 3000 метров с препятствиями, участник летних Олимпийских игр в Мельбурне. Представлял Сталинград и спортивное общество «Буревестник». Мастер спорта СССР (1955). Тренер по лёгкой атлетике.

## Биография
Родился 10 января 1928 года в селе Козиевка Краснокутского района Харьковской области Украинской ССР.
Летом 1941 года его дом был уничтожен бомбардировкой немецкой авиации, пока он с мамой укрывался в подвале.
Начал заниматься лёгкой атлетикой во время службы в армии в возрасте 20 лет — заинтересовался бегом, когда в ходе сдачи норм ГТО в Польше показал достаточно высокий результат на дистанции 1000 метров. Позднее проходил службу в Ростове-на-Дону, после демобилизации проживал и тренировался в Сталинграде (ныне Волгоград), представлял добровольное спортивное общество «Буревестник».
Впервые заявил о себе на международном уровне в сезоне 1955 года, когда вошёл в состав советской сборной и выступил на V Всемирном фестивале молодёжи и студентов в Варшаве, где в зачёте стипльчеза превзошёл всех своих соперников и завоевал золотую награду. Также в этом сезоне на Спартакиаде профсоюзов в Москве повторил мировой рекорд финна Пентти Карвонена — 8.45,4.
В 1956 году на чемпионате страны в рамках Первой летней Спартакиады народов СССР в Москве выиграл бронзовую медаль в беге на 3000 метров с препятствиями — с результатом 8.48,8 уступил здесь только москвичу Семёну Ржищину и алмаатинцу Евгению Кадяйкину. Благодаря этому успешному выступлению удостоился права представлять Советский Союз на летних Олимпийских играх в Мельбурне, наравне с марафонцем Борисом Гришаевым стал первым в истории волгоградским олимпийцем. На Олимпиаде в ходе предварительного квалификационного этапа попал в завал на одном из барьеров и показал не очень высокий для себя результат 8.55,0, которого оказалось недостаточно для выхода в финал.
В 1957 году в Кремле из рук Клима Ворошилова получил медаль «За трудовую доблесть».
В 1958 году на чемпионате СССР в Таллине установил свой личный рекорд 8.43,2, но в число призёров не попал.
Завершив спортивную карьеру в 1960 году, впоследствии работал учителем физкультуры и тренером в Волгограде, в частности занимался подготовкой спортсменов с ограничением слуха. Его ученики становились победителями чемпионатов мира и Сурдолимпийских игр.
В 2000 году в составе волгоградского спортивного комитета побывал на Олимпийских играх в Сиднее.
Умер 5 августа 2020 года в Волгограде в возрасте 92 лет.

## Награды
- Медаль «За трудовую доблесть» (27.04.1957) — «за успехи, достигнутые в деле развития массового физкультурного движения в стране, повышения мастерства советских спортсменов, и успешное выступление на международных соревнованиях»